# Молдова на літніх Олімпійських іграх 2012
Молдова на літніх Олімпійських іграх 2012 була представлена 21 спортсменом (12 чоловіками та 9 жінками) в 9 видах спорту — стрільба з лука, легка атлетика, бокс, велоспорт, дзюдо, стрільба, плавання, важка атлетика, боротьба. Прапороносцем на церемонії відкриття став лучник Дан Олару, а на церемонії закриття - метальниця молота Заліна Маргієва.
Молдова уп'яте взяла участь в літніх Олімпійських іграх. Команда не здобула жодних медалей.

## Допінг та позбавлення нагород
| Медаль                    | Спортсмен       | Вид спорту     | Дисципліна |
| ------------------------- | --------------- | -------------- | ---------- |
| ( Бронза) дискваліфікація | Крістіна Йову   | Важка атлетика | до 53 кг   |
| ( Бронза) дискваліфікація | Анатолій Кирику | Важка атлетика | до 94 кг   |

У серпні 2015 року розпочалися повторні аналізи на виявлення допінгу зі збережених зразків з Олімпійських ігор у Пекіні 2008 року та Лондоні 2012 року. 
Перевірка зразків Крістіни Йову з Лондона 2012 року призвела до позитивного результату на заборонену речовину дегідрохлорметилтестостерон (мастабал). Рішенням дисциплінарної комісії Міжнародного олімпійського комітету від 27 жовтня 2016 року в числі інших 8 спортсменів вона була дискваліфікована з Олімпійських ігор в Лондоні 2012 року і позбавлена бронзової олімпійської медалі. 
Перевірка зразків Анатолія Кирику з Лондона 2012 року призвела до позитивного результату на заборонену речовину дегідрохлорметилтестостерон (мастабал). Рішенням дисциплінарної комісії Міжнародного олімпійського комітету від 27 жовтня 2016 року в числі інших 8 спортсменів він був дискваліфікований з Олімпійських ігор в Лондоні 2012 року і позбавлений бронзової олімпійської медалі.

## Спортсмени
| Вид спорту      | Чоловіки | Жінки | Всього |
| --------------- | -------- | ----- | ------ |
| Бокс            | 1        | 0     | 1      |
| Боротьба        | 1        | 1     | 2      |
| Важка атлетика  | 1        | 1     | 2      |
| Велоспорт       | 1        | 0     | 1      |
| Дзюдо           | 2        | 0     | 2      |
| Легка атлетика  | 4        | 5     | 9      |
| Плавання        | 1        | 1     | 2      |
| Стрільба        | 0        | 1     | 1      |
| Стрільба з лука | 1        | 0     | 1      |
| Усього          | 12       | 9     | 21     |

## Бокс
| Спортсмен     | Дисципліна          | 1/32                         | 1/16                        | Чвертьфінал        | Півфінал           | Фінал              | Фінал      |
| Спортсмен     | Дисципліна          | Суперник Результат           | Суперник Результат          | Суперник Результат | Суперник Результат | Суперник Результат | Rank       |
| ------------- | ------------------- | ---------------------------- | --------------------------- | ------------------ | ------------------ | ------------------ | ---------- |
| Білоус Василь | до 69 кг (чоловіки) | Селеман Кідунда (TAN) W 20–7 | Тарас Шелестюк (UKR) L 7–15 | не пройшов         | не пройшов         | не пройшов         | не пройшов |

## Боротьба
| Спортсмен       | Категорія           | Кваліфікація       | 1/8 фіналу                   | Чвертьфінал                      | Півфінал           | Додатковий поєдинок 1 | Додатковий поєдинок 2 | Фінал / БМ         | Фінал / БМ |
| Спортсмен       | Категорія           | Суперник Результат | Суперник Результат           | Суперник Результат               | Суперник Результат | Суперник Результат    | Суперник Результат    | Суперник Результат | Місце      |
| --------------- | ------------------- | ------------------ | ---------------------------- | -------------------------------- | ------------------ | --------------------- | --------------------- | ------------------ | ---------- |
| Чебан Микола    | до 96 кг (чоловіки) | Bye                | Сініві Болтік (NGR) W 3–1 PP | Гіоргі Гогшелідзе (GEO) L 0–3 PO | не пройшов         | не пройшов            | не пройшов            | не пройшов         | 11         |
| Світлана Саєнко | до 72 кг (жінки)    | Bye                | Синтія Вескан (FRA) W 3–1 PP | Ван Цзяо (CHN) L 0–5 VT          | не пройшла         | не пройшла            | не пройшла            | не пройшла         | 10         |

## Важка атлетика
| Спортсмен       | Категорія           | Ривок     | Ривок | Поштовх   | Поштовх | Загалом | Місце             |
| Спортсмен       | Категорія           | Результат | Місце | Результат | Місце   | Загалом | Місце             |
| --------------- | ------------------- | --------- | ----- | --------- | ------- | ------- | ----------------- |
| Анатолій Кирику | до 94 кг (чоловіки) | 181       | 7     | 226       | 2       | 407     | дискваліфікований |
| Крістіна Йову   | до 53 кг (жінки)    | 96        | 1     | 120       | 3       | 216     | дискваліфікована  |

## Велоспорт
Шосейні перегони
| Спортсмен   | Дисципліна                       | Час          | Місце        |
| ----------- | -------------------------------- | ------------ | ------------ |
| Олег Бердос | групова шосейна гонка (чоловіки) | не фінішував | не фінішував |

## Дзюдо
| Спортсмен      | Дисципліна          | 1/32 фіналу                      | 1/16 фіналу                      | 1/8 фіналу         | Чвертьфінали       | Півфінали          | Втішний поєдинок   | Фінал / БМ         | Фінал / БМ |
| Спортсмен      | Дисципліна          | Суперник Результат               | Суперник Результат               | Суперник Результат | Суперник Результат | Суперник Результат | Суперник Результат | Суперник Результат | Місце      |
| -------------- | ------------------- | -------------------------------- | -------------------------------- | ------------------ | ------------------ | ------------------ | ------------------ | ------------------ | ---------- |
| Сержіу Тома    | до 81 кг (чоловіки) | Яромир Мусіль (CZE) W 1000–0001  | Такахіро Накаї (JPN) L 0003–0101 | не пройшов         | не пройшов         | не пройшов         | не пройшов         | не пройшов         |            |
| Іван Ремаренко | до 90 кг (чоловіки) | Кирило Денисов (RUS) L 0001–1000 | не пройшов                       | не пройшов         | не пройшов         | не пройшов         | не пройшов         | не пройшов         |            |

## Легка атлетика
Трекові і шосейні дисципліни
| Спортсмен       | Дисципліна                                  | Гіт       | Гіт   | Півфінал   | Півфінал   | Фінал        | Фінал        |
| Спортсмен       | Дисципліна                                  | Результат | Місце | Результат  | Місце      | Результат    | Місце        |
| --------------- | ------------------------------------------- | --------- | ----- | ---------- | ---------- | ------------ | ------------ |
| Іон Лук'янов    | біг на 3000 метрів з перешкодами (чоловіки) | 8:22.09   | 5 q   | Н/Д        | Н/Д        | 8:28.15      | 10           |
| Ярослав Мушинши | марафон (чоловіки)                          | Н/Д       | Н/Д   | Н/Д        | Н/Д        | 2:16:25      | 25           |
| Роман Продиус   | марафон (чоловіки)                          | Н/Д       | Н/Д   | Н/Д        | Н/Д        | не фінішував | не фінішував |
| Наталія Черкес  | марафон (жінки)                             | Н/Д       | Н/Д   | Н/Д        | Н/Д        | 2:37:13      | 65           |
| Олеся Кожухарі  | 400 м (жінки)                               | 53.64     | 5     | не пройшла | не пройшла | не пройшла   | не пройшла   |
| Олена Попеску   | 800 м (жінки)                               | 2:06.94   | 6     | не пройшла | не пройшла | не пройшла   | не пройшла   |

Польові дисципліни
| Спортсмен       | Дисципліна                | Кваліфікація                  | Кваліфікація                  | Фінал                         | Фінал                         |
| Спортсмен       | Дисципліна                | Результат                     | Місце                         | Результат                     | Місце                         |
| --------------- | ------------------------- | ----------------------------- | ----------------------------- | ----------------------------- | ----------------------------- |
| Сергій Маргієв  | метання молота (чоловіки) | 69.76                         | 31                            | не пройшов                    | не пройшов                    |
| Марина Маргієва | метання молота (жінки)    | дискваліфікована через допінг | дискваліфікована через допінг | дискваліфікована через допінг | дискваліфікована через допінг |
| Заліна Маргієва | метання молота (жінки)    | 72.19                         | 9 q                           | 74.06                         | 8                             |

## Плавання
| Спортсмен      | Дисципліна                   | Попередній заплив | Попередній заплив | Півфінал   | Півфінал   | Фінал      | Фінал      |
| Спортсмен      | Дисципліна                   | Час               | Місце             | Час        | Місце      | Час        | Місце      |
| -------------- | ---------------------------- | ----------------- | ----------------- | ---------- | ---------- | ---------- | ---------- |
| Данило Артемов | 100 метрів брасом (чоловіки) | 1:03.57           | 40                | не пройшов | не пройшов | не пройшов | не пройшов |
| Тетяна Кішка   | 100 метрів брасом (жінки)    | 1:13.30           | 40                | не пройшла | не пройшла | не пройшла | не пройшла |

## Стрільба
| Спортсмен       | Дисципліна                       | Кваліфікація | Кваліфікація | Фінал      | Фінал      |
| Спортсмен       | Дисципліна                       | Очки         | Місце        | Очки       | Місце      |
| --------------- | -------------------------------- | ------------ | ------------ | ---------- | ---------- |
| Марина Згурська | пневматичний пістолет, 10 метрів | 377          | 29           | не пройшла | не пройшла |

## Стрільба з лука
| Спортсмен | Дисципліна                       | Попередній раунд   | Попередній раунд   | Раунд 1/32                      | Раунд 1/16                    | Раунд 1/8                   | Чвертьфінали       | Півфінали  | Фінал      | Фінал      |
| Результат | Місце                            | Суперник Результат | Суперник Результат | Суперник Результат              | Суперник Результат            | Суперник Результат          | Суперник Результат | Місце      |            |            |
| --------- | -------------------------------- | ------------------ | ------------------ | ------------------------------- | ----------------------------- | --------------------------- | ------------------ | ---------- | ---------- | ---------- |
| Дан Олару | індивідуальна першість, чоловіки | 654                | 47                 | Джейк Камінскі (USA) (18) W 6–5 | Саймон Террі (GBR) (50) W 7–1 | Кім Боп Мін (KOR) (2) L 1–7 | не пройшов         | не пройшов | не пройшов | не пройшов |